# Ranunculus subcorymbosus
Ranunculus subcorymbosus är en ranunkelväxtart som beskrevs av Komarov. Ranunculus subcorymbosus ingår i släktet ranunkler, och familjen ranunkelväxter. Inga underarter finns listade i Catalogue of Life.